# Sebastiani Rieti
Le Solsonica Sebastiani Rieti était un club italien de basket-ball issu de la ville de Rieti. Le club appartenait à la Lega A.

## Noms successifs
- 2007 - 2008  : Solsonica Rieti
- 2006 - 2007 : Nuova AMG Sebastiani Rieti

## Palmarès
- Vainqueur de la Coupe Korać : 1980
  - Finaliste de la Coupe Korać : 1979

## Entraîneurs successifs
- 1998-2000 : Franco Gramenzi
- 2000-2001 : Virginio Bernardi
- 2001-2002 : Luigi Satolli, Marcello Perazzetti
- 2002-2003 : Tonino Zorzi
- 2003-2006 : Maurizio Lasi
- Depuis 2006 : Lino Lardo

## Effectif actuel
- Mario Gigena
- Davide Bonora
- Patricio Prato
- Tuukka Kotti
- Russel Carter
- Wade Helliwell
- Massimiliano Rizzo
- Leroy Hurd
- Michele Mian
- Morris Finley
- Roberto Pappalardo
- Pape Sow

## Joueurs célèbres ou marquants
- Antonello Riva
- Marcus Melvin
- J. R. Reynolds
- Morris Finley